# Françoise Barré-Sinoussi
Pour les articles homonymes, voir Barré.
Françoise Barré-Sinoussi, née le 30 juillet 1947 à Paris, est une immunologue et virologue française, spécialisée dans les rétrovirus. Elle fait sa carrière à l'Institut Pasteur, dont elle est directrice de recherche honoraire, et participe à la découverte du virus de l'immunodéficience humaine (VIH) à l'origine du sida. Cette découverte lui vaut de recevoir le 6 octobre 2008 le prix Nobel de médecine, prix partagé avec Luc Montagnier et Harald zur Hausen (ce dernier pour la découverte de l'oncogénicité de certains papillomavirus humains). Elle est présidente de l'association Sidaction depuis 2017 et, depuis mars 2020, présidente du Comité analyse recherche et expertise (CARE) installé par la présidence de la République dans le cadre de la lutte contre la pandémie de Covid-19 en France.

## Biographie

### Enfance
Françoise Sinoussi naît le 30 juillet 1947 dans le 19e arrondissement de Paris.

### Formation scientifique et début de carrière dans la recherche
Après l'obtention du baccalauréat en 1966, Françoise Sinoussi entreprend des études supérieures de biologie à la faculté des sciences de l'université de Paris, où elle obtient le diplôme universitaire d'études scientifiques de chimie-biologie en 1968, la maîtrise en biochimie en 1971 et le diplôme d'études approfondies en 1972. Elle rejoint en 1971 le laboratoire de Jean-Claude Chermann au sein du service d'immunochimie de l'Institut Pasteur à Garches, et obtient le doctorat d'État en 1974. Ayant obtenu une bourse, elle travaille ensuite un an aux États-Unis comme attachée de recherche de la National Science Foundation. Puis, elle est recrutée par l'Institut de la santé et de la recherche médicale (INSERM), où elle occupe successivement les fonctions d'attachée (1975-1980), de chargée (1980-1986) et enfin de directrice de recherche (à partir de 1986). Elle fait partie jusqu'en 1988 du laboratoire de J.-C. Chermann (lequel avait intégré en 1974 l'unité d'oncologie virale de Luc Montagnier), puis prend à cette date la tête d'une unité de recherche.

### Découverte du virus de l'immunodéficience humaine (VIH) et Prix Nobel de médecine
Un nouveau syndrome d'immunodéficience, dont on ignore alors les causes, est découvert en 1981 aux États-Unis ; il sera repéré en France en 1982. Le médecin clinicien parisien Willy Rozenbaum fait l'hypothèse qu'un virus humain, peut-être un rétrovirus, en est à l'origine. Sa collègue médecin-virologue Françoise Brun-Vezinet lui indique alors ses anciens enseignants en rétrovirologie : Jean-Claude Chermann et Luc Montagnier. Rozenbaum obtient alors l'aide de ceux-ci, ainsi que celle de Françoise Barré-Sinoussi qui fait partie de leur groupe de recherche au sein de l'Institut Pasteur. Dès décembre 1982, une stratégie de recherche, en lien avec les observations cliniques effectuées auprès des patients atteints du syndrome, est définie.
En janvier 1983, Willy Rozenbaum envoie à l'Institut Pasteur la première biopsie ganglionnaire d'un patient atteint de « lymphadénopathie généralisée », ce qui correspond au stade de « pré-sida » (antérieur à l'apparition d'une immunodéficience profonde). Prélevé à l'hôpital de la Pitié-Salpêtrière, le ganglion est confié à Luc Montagnier, qui, après l'avoir disséqué, le met en culture. Pendant les trois semaines qui suivent, Jean-Claude Chermann et Françoise Barré-Sinoussi analysent régulièrement l'activité rétrotranscriptase (aussi nommée transcriptase inverse) du surnageant des cultures afin de déterminer l'éventuelle présence d'un rétrovirus. Une telle activité est détectée, mais elle s'associe systématiquement à une mort cellulaire. Ce phénomène conduit les chercheurs à utiliser les services du centre de transfusion sanguine de l'Institut Pasteur afin de récupérer des globules blancs de donneurs, de les mettre en culture et d'y injecter le surnageant des cultures. L'activité enzymatique rétrovirale est à nouveau détectée et l'effet cytopathogène du virus sur les lymphocytes CD4 établi. Le 4 février 1983, l'équipe de l'Institut Pasteur (avec le spécialiste en microscopie Charlie Dauguet) observe pour la première fois au microscope électronique le rétrovirus en question. Ce dernier ne répondant pas aux réactifs qui permettent d'identifier le HTLV, unique rétrovirus humain connu alors (décrit par le professeur Gallo aux États-Unis en 1980), l'équipe est sûre d'avoir découvert un nouveau rétrovirus. Le 20 mai 1983, Françoise Barré-Sinoussi et ses collaborateurs publient un article dans la revue Science où ils annoncent la découverte d'un nouveau rétrovirus, nommé alors LAV (Lympho-adénopathy Associated Virus), qui sera renommé VIH-1.
Les autres personnes qui ont participé à la découverte du virus de l'immunodéficience humaine (VIH) sont Willy Rozenbaum, Françoise Brun-Vézinet et Jean-Claude Chermann. Pendant les années qui suivent, le débat est assez vif quant aux mérites respectifs de l'Institut Pasteur et du groupe de Robert Gallo dans la découverte du virus. La remise du prix Nobel de médecine en 2008 (pour la découverte du virus du sida) constitue à ce titre la reconnaissance officielle du rôle majeur joué par l'Institut Pasteur, notamment en la personne de Luc Montagnier et de Françoise Barré-Sinoussi ; toutefois, les partisans de Robert Gallo ne manquent pas de critiquer le choix du comité Nobel.

### Poursuite des recherches sur les rétrovirus et le VIH
En 1988, Françoise Barré-Sinoussi prend la tête du laboratoire de biologie des rétrovirus, rattaché à l'unité de virologie médicale et des vaccins viraux à l'Institut Pasteur. À cette période, elle met en place des programmes de recherche sur les déterminants viraux et les hôtes de la pathogénèse du VIH. Entre 1988 et 1998, elle participe à des programmes collectifs sur la recherche du vaccin contre le VIH.
En 1992, elle prend la tête de l'unité de régulation des rétrovirus, puis, en 2005, celle de l'unité de régulation des infections rétrovirales, toujours au sein de l'Institut Pasteur.
En 2008, elle oriente ses recherches vers les régulations congénitales des infections par le VIH. Cela consiste à essayer de déterminer les mécanismes de protection contre l'infection VIH/SIV ou de contrôle du sida, en particulier au niveau de l'immunité innée.

### Engagements associatifs en faveur de la lutte contre le VIH
De 1987 à 1989, Françoise Barré-Sinoussi est présidente de l'association Aides, qui lutte contre le sida.
De 2012 à 2014, elle est présidente de l'International AIDS Society (le sida a pour acronyme AIDS en anglais, pour acquired immunodeficiency syndrome), première société internationale indépendante de chercheurs et de médecins contre le VIH.
Elle est présidente de l'association Sidaction depuis 2017,,.

### Membre d'instances scientifiques et de gestion de la recherche
Entre 1987 et 1990, Françoise Barré-Sinoussi devient membre de la commission scientifique spécialisée de l'Inserm nommée « Immunologie, immunopathologie, maladies transmissibles, microbiologie ». Entre 1989 et 1991, elle est aussi membre de la commission « Virologie » de l'Agence nationale de recherches sur le sida (Anrs), dont elle devient présidente de 1993 à 1997. Sur la même période, de 1993 à 1997, elle est consultante du conseil scientifique de l'Agence française du sang, et en devient membre de 1997 à 2000. En parallèle à cela, de 1993 à 1999, elle est membre du conseil scientifique du Centre international de recherches médicales de Franceville au Gabon ; et également membre du Comité consultatif international de l'Instituto di recovero e cura a carattere scientifico à Milan, en Italie. De 1996 à 2002, elle est aussi membre du Comité consultatif sur les nouveaux vaccins du programme de l'Organisation des Nations Unies (ONU) sur le VIH/sida - ONUSIDA (Unaids), à Genève en Suisse. Elle est membre, puis membre du conseil d'administration, de la World AIDS Fundation de 1998 à 2006.
De 1999 à 2005, elle devient membre du collège des conseillers scientifiques du directeur de l'Anrs, tout en étant coordinatrice Nord du site Anrs en Asie du Sud-Est depuis 2000. Elle est aussi membre et secrétaire du conseil de l'Institut Pasteur à Paris entre 2000 et 2001 ; puis conseillère avant d'être directrice déléguée aux affaires scientifiques du réseau international des Instituts Pasteur entre 2001 et 2005. De 2003 à 2008, elle est vice-présidente du conseil scientifique de l'Anrs, dont elle devient présidente à partir de 2009. Sur cette période, elle est aussi membre du comité Recherche biomédicale de l'Institut Pasteur entre 2005 et 2007, et membre du conseil d'administration de l'Anrs entre 2005 et 2009. Depuis 2007, elle est codirectrice du comité de vigilance éthique de l'Institut Pasteur.
En 2014, elle est nommée membre du Conseil stratégique de la recherche français, conseil en lien avec le Premier ministre français et qui traite des grandes orientations de la recherche scientifique en France.
Depuis 2016, elle est membre du think tank Santé mondiale 2030. 

### Crise liée à la pandémie de Covid-19
Lors de la pandémie de maladie à coronavirus, elle est nommée présidente du Comité analyse recherche et expertise (CARE) installé le 24 mars 2020, réunissant 12 chercheurs et médecins pour conseiller le gouvernement sur les traitements et les tests contre le SARS-CoV-2. Elle appelle à la prudence sur le déploiement de l'hydroxychloroquine comme traitement contre le coronavirus dès le 24 mars 2020 pour « ne pas donner de faux espoirs, pour une question d'éthique et en l'absence d'efficacité démontrée ».

### Autres activités
Elle devient marraine de la promotion 2013-2014 des étudiants FGSM2 (2e année de médecine) de la faculté de médecine de Tours (Université François-Rabelais). En 2018, elle devient aussi marraine de la promotion de médecine 2017-2022 de Nancy. Ainsi, ces promotions portent le nom de « Promotion Françoise Barré-Sinoussi ».

## Publications
Environ 240 articles publiés dans des revues scientifiques internationales ont été émis par Françoise Barré-Sinoussi et ses collaborateurs, en lien avec leurs travaux ; il y a également eu des ouvrages et 17 dépôts de brevets, dont l'invention de la molécule HPA-23.

### Ouvrages
- 1987 : Le sida en question, avec Jean-Claude Chermann et Willy Rozenbaum, Paris, Plon, coll. « Témoins d'aujourd'hui », 181 p. (ISBN 2-259-01450-X)
- 2011 : « VIH », in Duriez M., Nugeyre M.T., Barré-Sinoussi F., Virologie fondamentale de l'infection VIH, Rueil Malmaison, éditions Doin, p. 3-12[16].
- 2012 : Pour un monde sans sida : un combat partagé (entretiens avec François Bouvier), Paris, Albin Michel, 169 p. (ISBN 978-2-226-23069-0)
- 2012 : [en] Jacquelin B., Zahn R.C., Barré-Sinoussi F., Schmitz J.E., Kaur A., Müller-Trutwin M.C., « Natural SIV Infection: Immunological Aspects », in : Pancino G., Silvestri G., Fowke K. (auteurs), Models of protection against HIV/SIV: Avoiding AIDS in humans and monkeys, Edition Academic Press/ Elsevier, New York, p. 47-79[16].
- 2013 : collaboration à l'ouvrage : Hélène Cardin, Danielle Messager, La révolution sida, Paris, Odile Jacob, 218 p. (ISBN 978-2-7381-2865-2)

## Distinctions

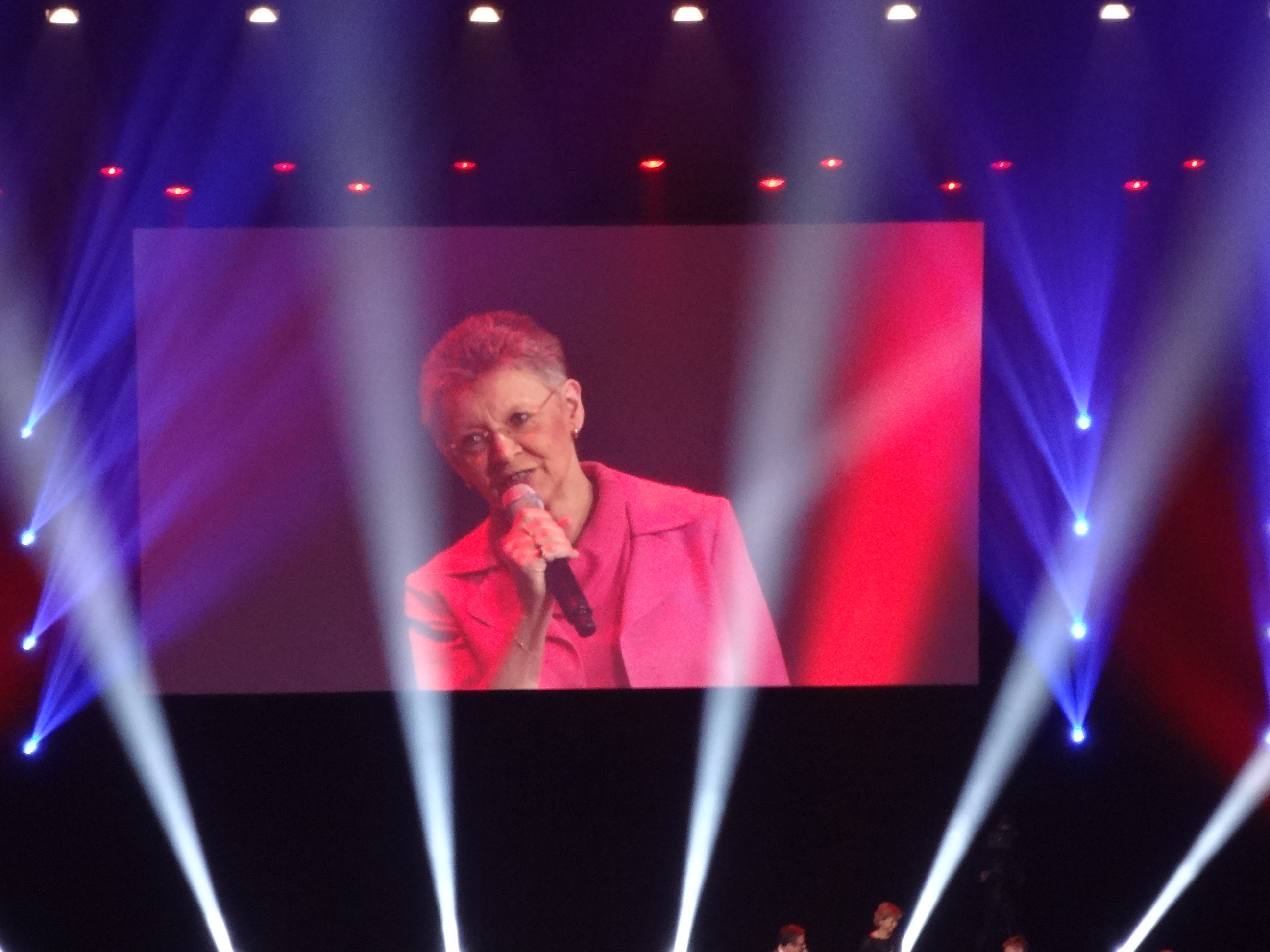
Réception du doctorat honoris causa de l'EPFL, 2014.

Durant sa carrière, Françoise Barré-Sinoussi a été honorée de nombreuses distinctions, notamment le prix Nobel de physiologie ou médecine, en 2008, pour la découverte du VIH en 1983.

### Prix
- 1985 : prix Galien à l'Unité d'oncologie virale de l'Institut Pasteur[2],[18]
- 1985 : prix Sovac[2]
- 1986 : prix scientifique européen Körber pour son équipe[2], mais non cité dans la mention officielle[19]
- 1988 : prix de l'Académie de médecine française[2]
- 1991 : prix « Madame Europe Club VRAI »[2]
- 1993 : prix international pour la médecine de la Fondation du Roi Faisal (Arabie Saoudite) (en) avec Luc Montagnier et Jean-Claude Chermann[2]
- 1993 : prix Recherche et médecine de l'Institut des sciences de la vie[2]
- 2001 : prix de l'International AIDS Society[2]
- 2003 : prix ARRI du rayonnement français en sciences biologiques et médicales[2]
- 2007 : prix Women in Technology International Hall of Fame recipient[2]
- 2008 : prix Nobel de physiologie ou médecine, avec Luc Montagnier, tous deux pour la découverte du virus de l'immunodéficience humaine (VIH) ; et avec Harald zur Hausen, pour sa découverte du virus du papillome humain (HPV)[2] — Françoise Barré-Sinoussi est la première Française à obtenir ce prix[20]
- 2008 : médaille vermeil de la Ville de Paris[21]
- 2009 : citoyenne d'honneur de la Ville de Buenos Aires, en Argentine[2]
- 2010 : citoyenne d'honneur de la Ville de New-York, aux États-Unis[2]
- 2016 : UCL Prize Lecture in Clinical Science (en)

### Honneurs
- 1993-2010 : membre de l'American Society for Microbiology[2].
- 1994-2010 : membre de la Société française de microbiologie[2].
- 1995-1999 : membre de l'Académie royale de médecine de Belgique[2].
- 2009 : membre de l'Académie des Sciences française, dans la section « Biologie humaine et sciences médicales »[4].
- 2009 : membre d'honneur de l'Argentina Microbiology Association[2].
- 2009 : membre de l'European Molecular Biology Organization (EMBO)[2].
- 2010 : membre du conseil de direction de l'International Society for Dendritic Cell and Vaccine Science[2].
- 2010 : présidente d'honneur du Réseau international des Instituts Pasteur[2].
- Docteure honoris causa des universités Tulane, Nouvelle-Orléans (2009), Lund, Suède (2009), Buenos Aires, Argentine (2009), du Cambodge (2010) et de l'université libre de Bruxelles, Belgique (2010)[2], de École polytechnique fédérale de Lausanne, Suisse (2014)[22] et de l'université de Genève, Suisse (2020)[23].

Le 30 novembre 2012, à la veille de la journée mondiale de lutte contre le sida, un bâtiment du CHU de Bicêtre (AP-HP) est rebaptisé en son honneur en présence du président François Hollande. Ce bâtiment regroupe les services du pôle « immunologie-infectieux-inflammation-endocrinologie ».

### Décorations
- Grand-croix de la Légion d'honneur Chevalière (le 12 juillet 1996[25]) ; Officière (le 25 mars 2005[26]), puis commandeure (le 31 décembre 2008[27])[28], elle a été élevée à la dignité de grande officière le 29 mars 2013[29], puis de grand-croix le 1er janvier 2017[30],[31].
- Officière de l'ordre national du Mérite. Chevalière du 24 juin 1993, elle est faite officière le 30 avril 2002[32].

### Radio
- [(fr) Françoise Barré-Sinoussi, 10 ans après le Nobel, France Culture, La Méthode scientifique (page consultée le 1 octobre 2018)]